# Relações entre França e Rússia
As relações entre França e Rússia são as relações diplomáticas estabelecidas entre a República Francesa e a Federação Russa. A França possui uma embaixada em Moscou e a Rússia possui uma embaixada em Paris. Os dois países são considerados como grandes potências, ambos são detentores de armas de destruição em massa, e são membros permanentes do Conselho de Segurança das Nações Unidas.

## História
As relações entre a França e a Rússia remontam ao início da Idade Moderna, com um contato esporádico ainda mais antigo, quando ambos os países eram governados por monarquias absolutas, o Reino da França (843-1792) e o Czarado da Rússia (1547-1721). As relações diplomáticas remontam, pelo menos, a 1702, quando a França teve um embaixador (Jean-Casimir Baluze) em Moscou. Após a vitória da Rússia sobre a Suécia na Grande Guerra do Norte, a fundação de São Petersburgo como a nova capital em 1712 e a declaração de um império em 1721, a Rússia tornou-se, pela primeira vez, uma grande força nos assuntos europeus. A separação geográfica entre os dois países significava que suas esferas de influência raramente se sobrepunham. Quando envolvidos na mesma guerra, suas tropas raramente lutavam juntas como aliadas ou diretamente uns contra os outros como inimigos nos mesmos campos de batalha. No entanto, ambos foram estados cruciais no equilíbrio europeu de poder. Ambos estiveram em lados opostos na Guerra de Sucessão Polaca (1733-1738) e foram aliados durante a Guerra dos Sete Anos, de 1756 a 1763.
Após a Revolução Francesa, a Rússia se tornou um centro de antagonismo reacionário contra a revolução, e a Rússia lutou na Guerra da Segunda Coligação. Uma vez que Napoleão Bonaparte (posteriormente imperador Napoleão I) chegou ao poder em 1799, a Rússia permaneceu hostil e lutou nas guerras da Terceira e Quarta Coligações, que foram vitoriosas para a França e viu o poder francês se estender para a Europa Central. Isto conduziu ao estabelecimento de um estado polonês apoiado pela França, o Ducado de Varsóvia, em 1807, que ameaçou a Rússia e causou as tensões que conduziram à invasão francesa da Rússia, em 1812. Esta foi a principal derrota para a França e um ponto de giro nas Guerras Napoleônicas, levando a remoção de Bonaparte e a Restauração Bourbon.

## Cooperação militar

### Guerra contra o terrorismo
Após a queda de uma aeronave russa no Sinai em outubro e posteriormente dos ataques de novembro de 2015 em Paris, os governos de ambos os países concordaram em coordenar uma aliança militar para combater o grupo terrorista Estado Islâmico, que reivindicou a autoria dos atentados. No total, 353 pessoas morreram.